# Seelscheid

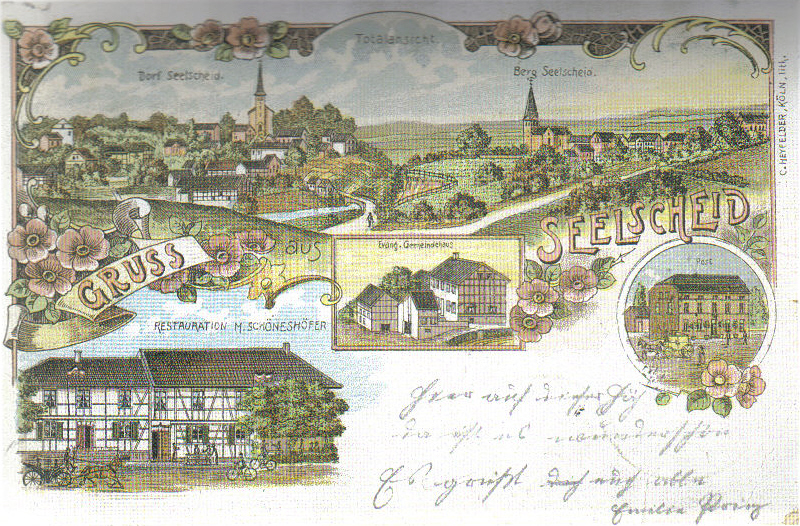
Dorf und Berg Seelscheid im Jahre 1898

Seelscheid ist ein Ortsteil der Gemeinde Neunkirchen-Seelscheid im rheinisch-westfälischen Rhein-Sieg-Kreis.
Der Ort liegt auf dem gleichnamigen Bergrücken zwischen Wahnbachtal und Naafbachtal. Die B 56, die hier Zeithstraße genannt wird, führt hindurch. Sie war ein mittelalterlicher Handelsweg.

## Geschichte des Ortes
In Seelscheid gab es nach der Reformation sowohl eine katholische als auch evangelische Gemeinde. Um die beiden Kirchen beiderseits des Wenigerbachtals bildeten sich die zwei Ortskerne. Seelscheid wurde früher Dorf Seelscheid genannt, da es andererseits ein Berg Seelscheid gab. An der vorbeilaufenden Zeithstraße befanden sich einige Knotenpunkte (Zoll, Post, Herbergen), die mit Zunahme des Verkehrs zur Verlegung der Geschäfte an diese führte. Die zunehmende Verdichtung der Ansiedlungen führte zum heutigen Ort mit den weiteren Ortsteilen Breidscheid, Dorfmühle, Driesch, Hagen, Hausen, Komp, Kotthausen, Kurtsiefen, Leienhof, Leienkreuz, Linden, Oberste Zeit, Post Seelscheid, Schaaren, Scherpemich, Schmitten, Unterste Zeit und Weesbach.
1830 hatte Seelscheidt 94 Einwohner. 1845 hatte Seelscheidt 59 katholische und 82 evangelische Einwohner (141) in 25 Häusern.

## Gemeinde
1808 bis 1821 gehörte die Gemeinde Seelscheid zur Bürgermeisterei Wahlscheid und wurde dann der Bürgermeisterei Neunkirchen zugeteilt.
1885 hatte die Gemeinde 1729 ha Fläche, davon 871 ha Ackerland, 160 ha Wiese und 564 ha Holzungen.
Die Gemeinde hatte 1885 419 Wohngebäude (einschließlich unbewohnter) mit 396 Haushaltungen. In der Gemeinde lebten 1783 Personen (905 Männer und 878 Frauen). 1203 Personen waren evangelisch und 580 katholisch. Beide Religionsgemeinden hatten eine eigene Kirche in der Gemeinde.
Neben Seelscheid gehörten zur Gemeinde 1885 die Ortsteile Berg Seelscheid, Breiderheide, Breitscheid, Broch, Dorfmühle, Driesch, Effert, Eich, Gronenthal, Gutmühle, Hagen, Hausen, Hausermühle, Heckelchen, Heidgen, Heister, Hohn, Ingersaueler Mühle, Komp, Kotthausen, Kuhlen, Kurtsiefen, Leienhof, Leienkreuz, Linden, Meisenbach, Meistershofen, Mohlscheid, Nackhausen, Oberdorst, Oberheister, Oberkurtsiefen, Oberlinden, Oberste Zeit, Post Seelscheid, Pütz, Rengert, Rippert, Schaaren, Scherpekotten, Scherpemich, Schmitten, Siefen, Stein, Steinermühle, Stümpershäuschen, Unterste Zeit, Wahlen, Weesbach und Weiert.
Am 1. August 1969 wurden Seelscheid und Neunkirchen mit ihren jeweiligen Ortsteilen zur neuen Gemeinde Neunkirchen-Seelscheid zusammengefügt.

## Bergbau
Im Gebiet der ehemaligen Gemeinde Seelscheid sind einige Dutzend Erzvorkommen bergbaulich erschlossen worden. Auf drei Bergwerken wurden nachweislich Blei-, Zink- und Kupfererze in bescheidenem Umfang gewonnen.
Erste urkundliche Belege der Bergbauaktivitäten gehen bis in die Mitte des 18. Jahrhunderts zurück. Zahlreiche Schlackenstreuungen und Keramikfunde im Umfeld der Bergwerke und Verhüttungsplätze deuten auf Bergbau- und Verhüttungsaktivitäten, die bis ins Mittelalter reichen.
Mitte des 19. Jahrhunderts und in der ersten Hälfte des 20. Jahrhunderts fand eine geringe Erzgewinnung statt.
Das Bergwerk Wolter-Plettenberg lag südwestlich des Ortes Wahlen im Wenigerbachtal. Um 1854 vom Rheinischen Bergwerksaktienverein Saturn durchgeführte Untersuchungsarbeiten lieferten 13 Tonnen Kupfererz. Auf der Stollenhalde im Wenigerbachtal findet man Kupfermineralien: Malachit, Azurit und Kupferkies.
Westlich von Hohn lag im Holzbachtal das Bergwerk Humboldt. Im Zeitraum von 1870 bis 1885 wurden hier Blei-, Zink-, Kupfer-, Nickel- und Kobalterze führende Gänge aufgeschlossen und bergmännisch abgebaut. Die Förderung lieferte 10 Tonnen Bleierz und 70 Tonnen Kupfererz. Im Holzbachtal war ein tiefer Stollen angesetzt, über den das Haufwerk einer in der Nähe gelegenen Aufbereitungsanlage zugeführt wurde. In einem Siefen nordwestlich von Hohn war ein Maschinenschacht vorhanden, an dem eine Lokomobile aufgestellt war und zur Wasserhaltung diente. Das Bergwerk gehörte der Gewerkschaft Humboldt. Heute zeugen von der Grube noch die Abraumhalden, alte Pingen und der verfüllte Maschinenschacht. Auf den Halden findet man Spateisenstein, Bleiglanz, Zinkblende, Azurit und Kupferkies.

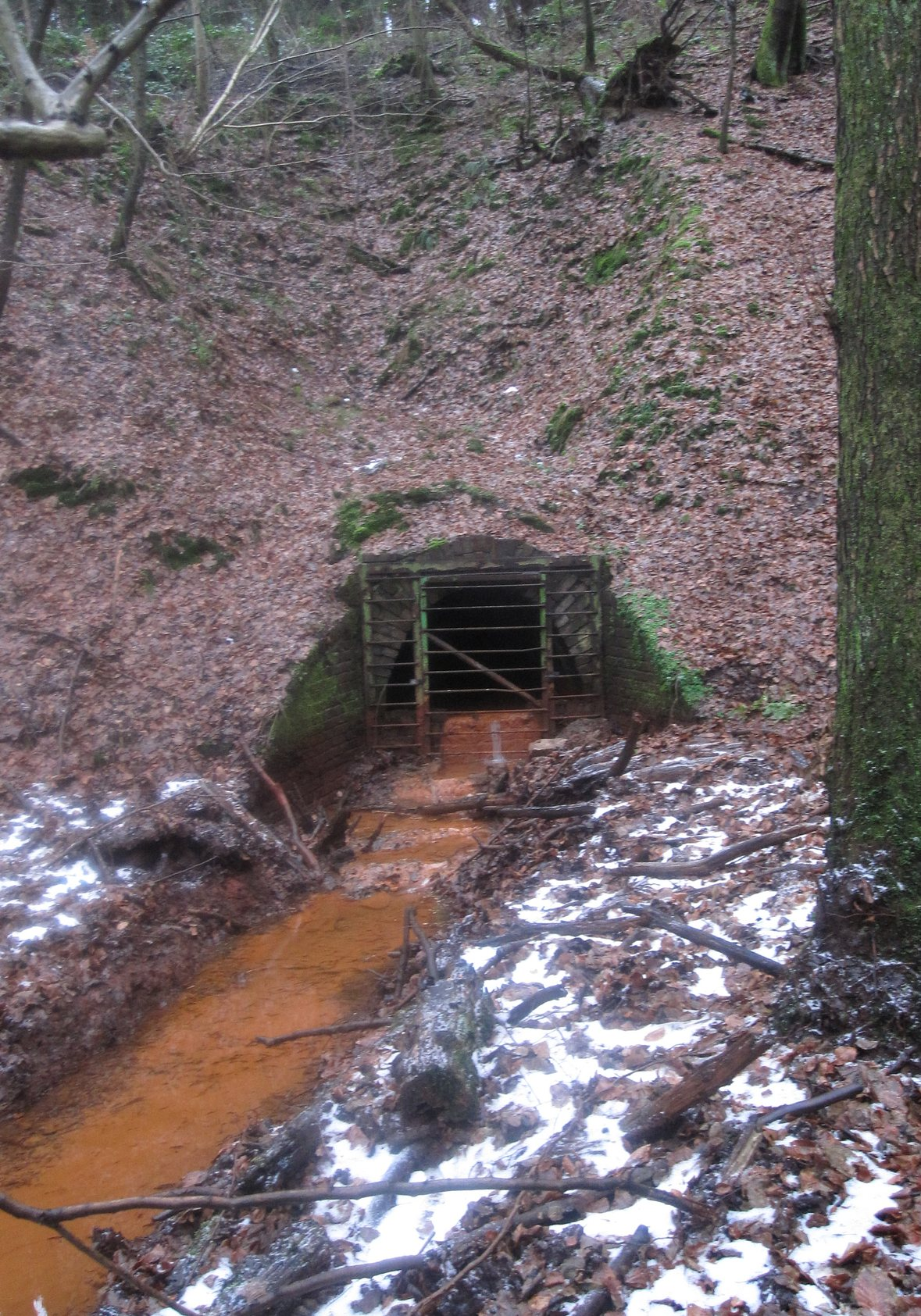
Stollenmundloch der Grube Penny

Nördlich von Mohlscheid lagen die Gruben Penny und Eleonore. Auch hier belegen Scherbenfunde im Umfeld von Schlackenstreuungen und der alten Abbaustellen eine Erzgewinnung und Metallverhüttung, die bis ins 8. Jahrhundert zurückreicht.
Die Bergbauaktivitäten im Bereich Penny/Eleonore seit 1846 stellen sich wie folgt dar: Von 1846 bis ca. 1860 Blei- und Zinkerzabbau im Feld Eleonore und Versuchsarbeiten im Feld Penny durch die Société de l'Antonius et des Mines Réunis. Die Grubenfelder gehen in den Besitz der 1837 von dem belgischen Bankier und Industriellen François-Dominique Mosselman gegründeten „Société Anonyme des Mines et Fonderies de Zinc de la Vieille-Montagne“ über. 1878/79 fanden in einem Versuchsschacht im westlichen Pingenzug Untersuchungsarbeiten statt. 1898 bis 1908 wurden Untersuchungsarbeiten im westlichen Feldesteil durchgeführt, ein Maschinenschacht abgeteuft und der Penny-Stollen im Bärensiefen aufgefahren. Letzte Untersuchungsarbeiten liefen von 1951 bis 1953. Der Maschinenschacht und der Penny-Stollen wurden aufgewältigt, anschließend folgte die Betriebseinstellung wegen mangelnder Erzaufschlüsse. Die Versuchsarbeiten lieferten einige Tonnen Blei- und Zinkerze.
Von den ehemaligen Gruben zeugen heute die umfangreichen Abraumhalden, das Mundloch des Penny-Stollen im Bärensiefen und Betonfundamente am Maschinenschacht. Auf der Halde der ehemaligen Grube Eleonore an der Schlichenbacher Straße befindet sich heute die Platzanlage des Bergischen Männerchores Mohlscheid.

## Einwohnerentwicklung
| Jahr | Einwohner |
| ---- | --------- |
| 1885 | 1783      |
| 1925 | 1626      |
| 1933 | 1529      |
| 1939 | 1470      |
| 1961 | 2395      |
| 1969 | 3273      |

## Söhne und Töchter der Gemeinde
- Paul Hacker (1913–1979), deutscher Indologe
- Andreas Pinkwart (* 1960), Politiker (FDP)

## Bauwerke
- Evangelische Kirche, klassizistischer Bau von 1853/55
- Katholische Kirche St. Georg, Turm aus dem 12./13. Jahrhundert, Kirchenschiff neugotisch